# Cheilopogon spilopterus
Cá chuồn cồ , tên khoa học Cheilopogon spilopterus , là một loài cá chuồn trong họ Exocoetidae.